# Aeródromo de Jiménez (Chihuahua)
El Aeródromo de Ciudad Jiménez (Código OACI: MX56 – Código DGAC: CJM) es un pequeño aeropuerto privado de uso público ubicado al oeste de Ciudad Jiménez, Chihuahua. Cuenta con una pista de aterrizaje de 1,327 metros de largo y 19 metros de ancho, una plataforma de aviación de 875 metros cuadrados (35m x 25m) y hangares. Actualmente solo se usa con propósitos de aviación general.